# Bokaro Steel City
Bokaro Steel City is een census town in het district Bokaro van de Indiase staat Jharkhand. 

## Demografie
Volgens de Indiase volkstelling van 2001 wonen er 394.173 mensen in Bokaro Steel City, waarvan 54% mannelijk en 46% vrouwelijk is. De plaats heeft een alfabetiseringsgraad van 73%.

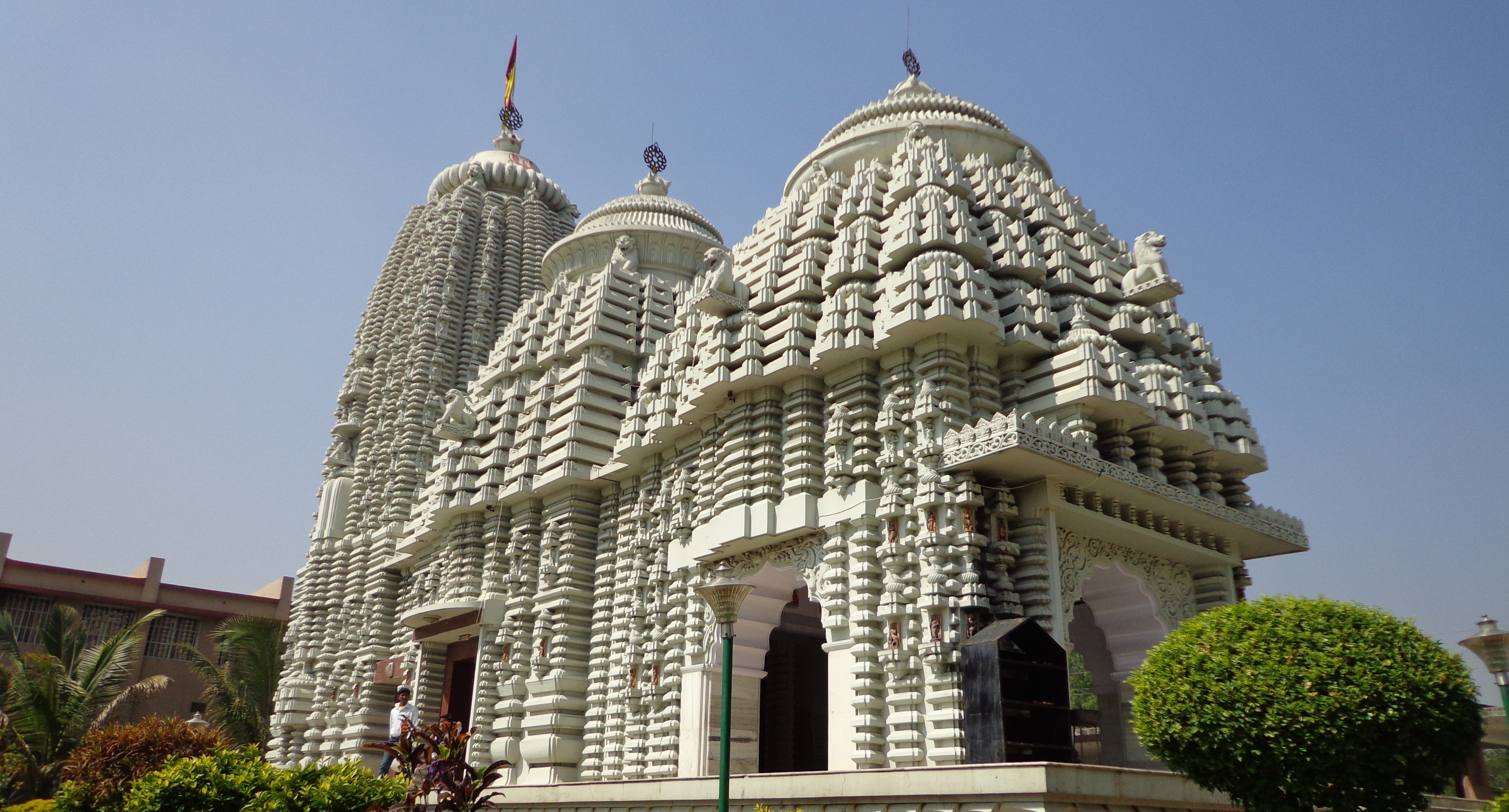
Tempel

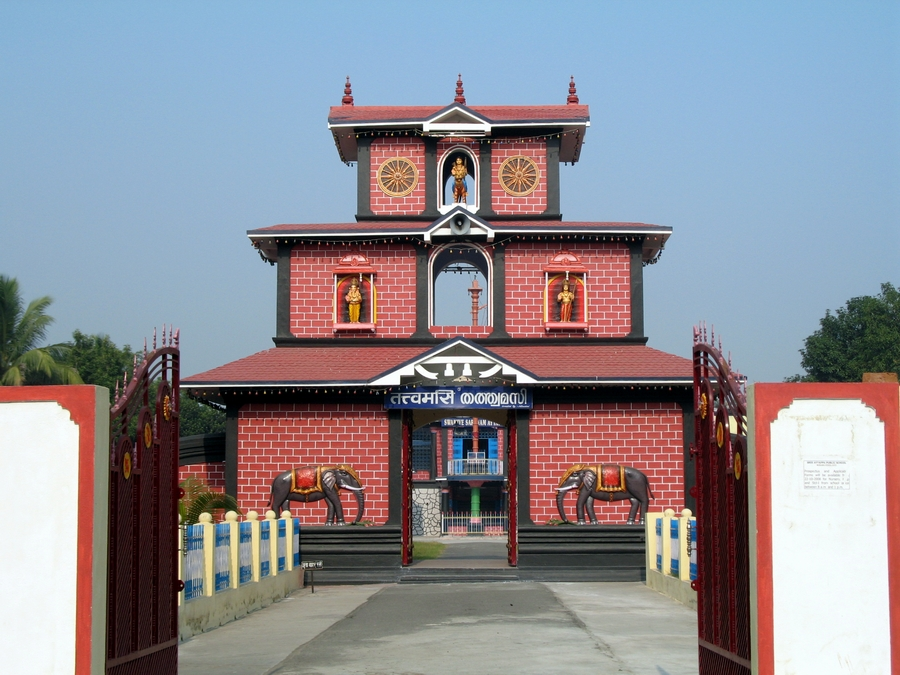
Tempel